# 北海道道222号雄別釧路線
北海道道222号雄別釧路線（ほっかいどうどう222ごう ゆうべつくしろせん）は、北海道釧路市内を結ぶ一般道道である。

## 概要

### 路線データ
- 起点：北海道釧路市阿寒町舌辛原野（北海道道667号徹別原野雄別停車場線交点）
- 終点：北海道釧路市山花（北海道道952号山花鶴丘線交点）
- 総延長：25.814 km
- 実延長：21.455 km
- 重用延長：4.359 km

### 道路管理者
- 釧路総合振興局 釧路建設管理部 事業課

## 歴史
- 1954年（昭和29年）3月30日 - 路線認定[1]。
- 1994年（平成6年）10月1日 - 路線番号を222号に変更[2]。

## 路線状況

### 重複区間
- 国道240号（釧路市阿寒町仲町2丁目 - 釧路市桜田）

### 道路施設

#### 主な橋梁
- 古潭橋（84 m、舌辛川、釧路市阿寒町舌辛原野 - 釧路市阿寒町フプシュナイ）
- 布伏内橋（88 m、舌辛川、釧路市阿寒町フプシュナイ - 釧路市阿寒町舌辛）

## 地理

### 通過する自治体
- 釧路総合振興局
  - 釧路市

### 交差する道路
釧路市
- 北海道道667号徹別原野雄別停車場線 - 阿寒町舌辛原野（起点）
- 国道274号 - 阿寒町舌辛原野
- 国道240号 - 阿寒町仲町2丁目、桜田（重複）
- 北海道道952号山花鶴丘線 - 山花（終点）